# Personaggi di Far Cry
Far Cry è un franchise videoludico avviato nel 2004 con l'omonimo capitolo sviluppato e pubblicato da Crytek. Quando, nel 2007, Ubisoft acquistò i diritti del franchise dalla software house tedesca, sviluppò e pubblicò altri capitoli che avrebbero costituito una serie.
Ciascun capitolo è dotato di trama, le cui vicende sono determinate dalle gesta di uno o più personaggi principali. In questa pagina sono elencati tutti i personaggi che appaiono in ciascun capitolo della serie di Far Cry.

## Protagonisti

### Serie principale

#### Jack Carver
Protagonista del primo capitolo - e dell'omonimo film del 2008, in cui è interpretato da Til Schweiger e doppiato, in italiano, da Christian Iansante - è un ex soldato dei Berretti verdi, molto abile con le armi e dall'incredibile rapidità mentale.
In Far Cry, gli viene assegnato il compito di scortare la giornalista: Val Cortez nell'isola di Cabatu: un'isola situata nella parte meridionale dell'Oceano Pacifico (Micronesia, Oceania). Tuttavia, al suo arrivo sull'isola, la barca di Jack viene colpita da un missile lanciato dai mercenari al soldo del tiranno: Richard Crowe. Dopo aver ucciso Crowe, Jack viene a sapere - da Doyle: l'uomo che lo aveva indirizzato al suo obbiettivo sull'isola, dopo la distruzione della barca - che deve fermare i piani della Krieger Corporation - che sta utilizzando un mutageno in grado di modificare il DNA umano ed animale, e che Cabatu è diventata un campo d'esperimenti per l'ingegneria genetica - uccidendo il suo amministratore delegato: il dr. Krieger. Dopo aver sconfitto Krieger - che si era iniettato il mutageno - Jack viene informato dal dottore che non è più in possesso della formula del mutageno - prima di morire. Quando Jack va a discutere con Doyle sulla prossima mossa, quest'ultimo gli rivela di essere l'attuale possessore della formula del mutageno e che ha intenzione di renderla pubblica, vendendola sul mercato. In risposta a queste folli parole, Jack uccide Doyle e fugge con Val (la giornalista), su di una barca, dall'isola.
Carver è l'unico personaggio principale della serie edita da Crytek. Oltre che di Far Cry, è il protagonista di Far Cry Instincts e di Far Cry Vengeance.
In Far Cry 2, non c'è un protagonista fisso, all'inizio del gioco avrai la possibilità di scegliere tra 8 personaggi di varie nazionalità. I personaggi che non sceglierai potrai trovarli nella tua partita come amici di supporto.

#### Protagonisti Far Cry 2
- Hakim Echebbi
- Warren Clyde
- Frank Bilders
- Andre Hyppolite
- Xianyong Bai
- Josip Idromeno
- Marty Alencar
- Quarbani Singh

#### Jason Brody
Protagonista di Far Cry 3, Jason è un ragazzo che ama divertirsi e proviene da Los Angeles (California, Stati Uniti d'America). Nel doppiaggio originale, è interpretato dall'attore italo-canadese: Gianpaolo Venuta; ed è doppiato, in italiano, da Massimo Di Benedetto.
Durante un viaggio a Bangkok (Thailandia), finisce in una sfortunata e rocambolesca avventura iniziata dal rapimento dei suoi amici e di Liza: la sua fidanzata; e di Grant e Riley: i suoi fratelli - nell'arcipelago Malese. Riesce a sgominare il dominio sull'arcipelago dai pirati al soldo del signore della guerra: Hoyt Volker (a sud) e del suo sottoposto, il tiranno: Vaas Montenegro (a nord). Dopo aver perso il fratello per mano di quest'ultimo, Jason diviene più spietato e compiaciuto nell'uccidere.
Successivamente, Citra Talugmai: la sorella di Vaas e capo degli indigeni malesi - in guerra contro i pirati annientati da Jason - si innamora del ragazzo e, quando gli viene chiesto di sposarla, il destino di Jason è determinato dal finale di Far Cry 3 che si sceglie di osservare:
1. nel primo finale del gioco, Jason rifiuta l'amore di Citra per tornare con i suoi amici, ma Citra è distrutta dal dolore e si mette a piangere. A questo punto, Dennis Rodger: un liberiano rifugiatosi nell'arcipelago Malese per la povertà del suo Paese d'origine, cerca di ucciderlo - in quanto nutriva lo stesso amore non corrisposto per Citra. Tuttavia, la donna si pone tra Jason e il pugnale, venendo uccisa. Dopo tale tragico evento, Jason tornerà alla sua vita a Los Angeles con i suoi cari;
2. nel secondo finale del gioco, Jason sgozza Liza con un fendente, tramite pugnale, per poi intraprendere un rapporto sessuale con Citra. Ma, al termine di quest'ultimo, viene ucciso dalla donna con un pugnale in pancia.

Jason Brody è considerato uno dei migliori personaggi dell'intera saga targata "Ubisoft". Nonostante Jason sia il protagonista di Far Cry 3, non è protagonista del suo spin-off in quanto quest'ultimo si ambienta in una realtà alternativa e fantascientifica - invece che in una realistica e contemporanea.

#### Ajay Ghale
Protagonista di Far Cry 4, Ajay è un ragazzo kirati naturalizzato statunitense ed ha avuto un passato estremamente travagliato e tragico. Sua madre Ishwari uccise il padre Mohan, per aver ucciso, a sua volta, la sua figliastra Lakshamana - avuta durante una relazione clandestina con il dittatore del Kyrat Pagan Min. All'inizio del gioco di cui è protagonista assoluto - ma non unico personaggio giocabile - torna nel Kyrat per realizzare l’ultimo desiderio della madre: spargere le ceneri di quest’ultima a Lakshamana, un piccolo santuario costruito in memoria dell'omonima bambina.
Mentre Ajay si sta recando a Lakshamana - situato nel nord del Kyrat - si ritrova coinvolto nella sanguinosa guerra civile tra i ribelli del Sentiero d'oro, capeggiati da Amita e Sabal, e l'Armata Reale di Pagan Min e dei suoi luogotenenti. Dopo aver rovesciato il regime di Min, Ajay può determinare le sue azioni, che, a sua volta, determineranno il destino del dittatore - a seconda del finale di Far Cry 4 che si sceglie di osservare:
1. nel primo finale, Ajay spara a Pagan Min, liberando il Kyrat dalla sua tirannia, senza scoprire però il segreto dietro Lakshamana;
2. nel secondo finale, Ajay risparmia Min e si fa condurre al santuario di Lakshamana, esaudendo l'ultimo desiderio della madre. Quando esce dal santuario, Pagan Min gli affida il Kyrat allontanandosi in elicottero; prima che quest'ultimo si allontani definitivamente, però, è comunque possibile abbatterlo ed uccidere il dittatore;
3. nel finale alternativo del gioco, Ajay aspetta alla guarnigione di Pagan per 15 minuti. Al suo ritorno, Min scorterà Ajay fino al santuario di Lakshmana, permettendogli di esaudire l'ultimo desiderio di Ishwari e di ritornare in America.

Nel doppiaggio originale, Ajay è interpretato dall'attore e doppiatore canadese: James Andre Woods; nel doppiaggio italiano, la sua voce è affidata a Federico Viola. Il personaggio di Ajay è stato criticato per essere un "perfetto nessuno" e per non essere un personaggio originale  - rispetto ad altri personaggi all'interno del franchise di Far Cry.

#### Vice
Protagonista di Far Cry 5, il/la vice è il primo personaggio di cui si può modificare il genere sessuale  e primo personaggio muto (ovvero incapace di interagire vocalmente con altri personaggi) all'interno di tutto il franchise.
Libera la regione di: Hope County (Montana, Stati Uniti d'America) dall'influenza dell'Eden's Gate: una setta religioso-militaristica cristiana protestante capeggiata da Joseph Seed e dai suoi fratelli (una dei quali acquisita). Anche in questo caso, la sorte dei personaggi è determinata dal finale di Far Cry 5 che si sceglie di osservare:
1. nel primo caso, il/la vice, i suoi colleghi e lo sceriffo di Hope County lasciano in pace Seed - il quale era stato circondato dalle armi delle autorità speciali del Montana (prima citate). Insieme, gli agenti fanno ritorno a casa;
2. nel secondo caso, il/la vice decide di restare, ingaggiando un combattimento con Seed ed i suoi seguaci. Nonostante le difficoltà, le autorità riescono a ripristinare le menti dei loro vecchi amici drogati dal gaudio, ma, dopo aver trionfato nella battaglia, l'apocalisse si scatena sugli Stati Uniti, veriticizzando le profezie di Seed. Il/la vice scappa con le autorità al bunker di Duch: capo della resistenza che ha combattuto la setta di Joseph Seed. Tuttavia, durante il tragitto, le autorità muoiono ed il/la vice riesce a raggiungere il bunker del defunto Duch - per mano di Seed.

In Far Cry New Dawn  si scopre che il vice dopo aver passato 17 anni nel bunker insieme a Joseph è impazzito ed è diventato Il Giudice sua fedele guardia del corpo, e membro del Nuovo Eden.

#### Dani Rojas
Protagonista di Far Cry 6 può essere maschio o femmine a seconda della scelta del giocatore. Dani è nato il 4 maggio 1996 ed è cresciuto nella capitale di Yara. Qualche tempo prima degli eventi del gioco, Dani si è arruolato nell'esercito, ma è stato cacciato dopo aver preso a pugni in faccia il suo istruttore. Quando gli eventi di Far Cry 6 iniziano, Dani non vuole unirsi alla Rivoluzione e desidera invece fuggire dal paese. Dani alla fine viene travolto dal movimento di guerriglia Libertad e ora ha l'obiettivo di riunire tutti i guerriglieri e affrontare Antón a Esperanza.

### Spin-off

#### Rex "Power" Colt
Organismo e coscienza cibernetica (cyborg) protagonista dell'espansione di Far Cry 3: Blood Dragon. Compare solo in delle sequenze animate (in stile: "fumetto"), poiché queste ultime compongono i filmati del gioco di cui è protagonista.
Rex è un cybercommando Mark IV facente parte di un esercito di cyborg disertori che combattono per il potere nella Terra devastata da una guerra nucleare e, nell'anno: 2007, viene inviato su un'isola distante dal Quartier Generale dell'esercito cibernetico - per recapitare una potente bio-arma, grazie alla quale l'esercito cibernetico, per cui Rex presta servizio, sarà temuto in tutto il Pianeta.
Nel doppiaggio originale, Colt è doppiato da Michael Biehn ed è l'unico personaggio non umano all'interno di tutta la serie. È stato considerato un omaggio vivente ai protagonisti di opere fantascientifiche degli anni '80.

#### Takkar
Protagonista del secondo spin-off: Far Cry Primal, Takkar è un cavernicolo appartenente alla tribù: Wenja. È l'unico personaggio giocabile del videogioco di cui è protagonista assoluto e parla una non definita lingua preistorica - anche se questa decisione, da parte di Ubisoft, non è stata gradita da tutti.
Dopo aver perso il fratello dopo una caduta preceduta da una lotta contro una tigre dai denti a sciabola - a sua volta preceduta da una battuta di caccia ai Mammut a cui Takkar ha preso parte - Takkar gli promette di trovare la terra di Oros: una regione situata, secondo il gioco, nell'Europa centrale, e di liberarla dal dominio violento e prepotente delle tribù nemiche: gli Udam e gli Izila - rispettivamente capeggiate da Ull e Batari. Dopo aver radutano la sua tribù, Takkar inizia a dare la caccia ai luogotenenti dei capi tribali nemici; uccide Ull nella sua caverna, reclutando la moglie ed il figlio del capo Udam;  e brucia Batari nel braciere nel forte dove si era rifugiata - dopo aver rubato la maschera di Krati. Con le sue azioni, Takkar libera Oros dall'influenza delle tribù nemiche ai Wenja - facendo, quindi, in modo che il popolo wenja sia temuto e rispettato in tutta la regione.
Takkar è interpretato dall'attore e doppiatore statunitense: Elias Toufexis. Non esistendo un doppiaggio italiano né in nessun'altra lingua se non in quelle primitive (immaginarie e create dai linguisti), Takkar pronuncia delle parole pressoché incomprensibili al giocatore (come tutti gli altri personaggi) e può essere capito solo tramite i sottotitoli.

#### Capitano della sicurezza (Capo)
Protagonista di Far Cry New Dawn, il capo è il secondo personaggio del franchise muto e di cui si può cambiare il genere sessuale.
Assieme a Carmina Rye e ad un gruppo di sopravvissuti alla catastrofe (presupponendosi il secondo finale di Far Cry 5), il capo libera Hope County ed altre località statunitensi dal dominio dei pirati della strada, capeggiati dalle gemelle: Mickey e Lou. Successivamente, abbatte il demoniaco Ethan Seed - figlio di Joseph Seed, l'antagonista principale del prequel di New Dawn - dopo che quest'ultimo aveva addentato un frutto dell'Eden.

## Antagonisti
Gli antagonisti sono personaggi principali che ostacolano il protagonista nella sua missione e nel suo obbiettivo principale. Ogni antagonista ostacola il protagonista nel rispettivo capitolo.

### Far Cry

#### Richard Crowe
Tiranno dell'isola di Cabatu che, per accrescere il suo potere, ha assoldato dei mercenari della Micronesia allo scopo di difendere l'isola da un qualsiasi pericolo o minaccia all'ingegneria genetica di cui Cabatu è campo di prova. I suoi mercenari colpiscono la barca di Jack Carver e lo fanno precipitare in acqua.
Quando il mutageno che ha contagiato gli animali dell'isola inizia ad avere effetti struggenti anche sull'organismo dei mercenari da Richard comandati, quest'ultimo va su tutte le furie e si inimica il dr. Krieger - che aveva inventato la formula del mutageno. Tuttavia, Richard Crowe verrà ucciso da Jack Carver al Quartier Generale dei mercenari.

#### Dottor Krieger
Amministratore delegato dell'omonima azienda: la Krieger Corporation, è il secondo "boss" del gioco.
È l'inventore del mutageno ed il capo dei dipendenti dalla corporazione che da lui prende nome. 
Quando Jack Carver raggiunge la struttura da cui opera, gli rivela, in punto di morte, che non è più in possesso della formula del mutageno - che si era iniettato per potenziare le sue prestazioni fisiche in combattimento. Alla fine del colloquio, Krieger morirà sotto i colpi di Carver.

#### Doyle
L'uomo che contatta, tramite radio, Jack per orientarlo sull'isola - dopo che la sua barca era stata distrutta da un missile dei mercenari di Crowe.
Inizialmente un aiutante, Doyle si rivelerà avido e non migliore di Krieger e Crowe, in quanto intento a rendere pubblica la formula del mutageno, vendendola. Doyle verrà ucciso da Jack, dopo aver appreso delle sue cattive intenzioni riguardanti la pubblicazione della formula del mutageno - dopo che Doyle stesso glielo aveva dichiarato.

### Far Cry 2

#### Membri dell'A.P.R.
- Oliver Tambossa
- Prosper Kouassi
- Nick Greaves
- Arturo Quiepo
- Walton Purefoy

Membri dell'U.F.L.L.
- Addi Mbatuwe
- Leon Gakumba
- Hector Voorhees
- Joacquin Carbonell
- Anto Kankaras

#### Lo Sciacallo
Antagonista principale di Far Cry 2, rifornisce di armi entrambe le fazioni del gioco, il nostro compito fin dall'inizio è ucciderlo e mettere fine alla guerra.

### Far Cry 3

#### Vaas Montenegro
Capo clandestino della parte settentrionale dell'arcipelago malese - ma, a sua volta, sottoposto di Hoyt Volker - è il fratello di Citra.
È un uomo spietato e privo di scrupoli, impreca ed urla spesso, manifestando istinti omicidi e suicidi. Racconta a Jason le storie delle cicatrici che ha, di come se le è procurate, e della sua folle "filosofia". 
Viene ucciso, da Jason Brody, al suo personale avamposto a nord dell'arcipelago malese, dopo un'allucinazione che provoca al ragazzo.

#### Hoyt Volker
Capo assoluto clandestino dell'arcipelago malese, Hoyt lo controlla ed amministra segretamente a sud.
Si definisce un "cacciatore vero e proprio", in quanto va spesso a caccia di prede umane, nel suo tempo libero - come rivela a Jason Brody durante il loro colloquio, quando quest'ultimo vuole fargli credere di essere suo alleato per fermarlo.
Verrà ucciso da Brody dopo che uccide Sam Becker (anch'egli con l'obbiettivo di ucciderlo). Con la sua uccisione, l'arcipelago è completamente libero dall'influenza dei mercenari e dei pirati.

#### Bambi "Buck" Hughes
Mercenario al servizio di Hoyt. È nato e cresciuto in Australia e si unì alle forze armate da ventenne, ma venne respinto perché incline alla violenza; girò gran parte dell'Oceano Pacifico meridionale e, alla fine, decise di lavorare per Hoyt. 
Sembra essere mentalmente instabile. Comprerà Keith per violentarlo e dirà a Jason che, se vuole riavere l'amico indietro, dovrà trovare e consegnargli un antico pugnale (lo stesso che desidera Citra) - divertendosi ad irritare ripetutamente Jason. Alla fine, Jason gli porterà il pugnale. Tuttavia, Buck, invece di lasciare andare Keith, cercherà di violentare anche Jason. 
Viene ucciso dal ragazzo dopo aver tentato di violentarlo.

### Far Cry 3: Blood Dragon

#### Colonnello Ike Sloan
Ibrido uomo-macchina, è il colonnello dell'esercito cibernetico composto da cyborg disertori. Tradisce Rex ed il suo esercito e verrà ucciso dal cyborg.

### Far Cry 4

#### Pagan Min
Dittatore del Kyrat, un signore dell'oppio apparentemente realista che, nel 1987, dopo aver aiutato Mohan Ghale a rovesciare il potere dei nazionalisti, Min uccise i realisti rimanenti e ferì il suo ex alleato, il quale mandò sua moglie: Ishwari a spiare Min, ma, nel 1990, nacque una bambina di nome: Lakshmana. Quando Ghale uccise la figliastra, Ishwari lo assassinò e fuggì con il figlio: Ajay in America.
Pagan cadde in una spirale depressiva per la perdita della figlia e lasciò il governo del Kyrat al suo luogotenente: Yuma.
Quando, nel 2014, Ajay torna nel suo Paese d'origine, dopo aver rovesciato il regime di Pagan, decide il suo destino: se ucciderlo o lasciarlo in vita.

#### Yuma Lau
Luogotenente di Pagan Min e suo braccio destro. Sembra che abbia avuto una relazione sentimentale col dittatore.
È ossessionata dalla scoperta dello Shangri La e dalle gesta di Khalinag: l'eroe che viaggiò nello Shangri La, liberandolo dal male che lo affliggeva e dai demoni che lo infestavano - manifesta queste ossessioni quando Ajay tenta di fuggire da Durgesh.
Viene conosciuta da Ajay alla prigione di Durgesh ed uccisa sempre dal ragazzo in una caverna quando, causandogli un'allucinazione,  Yuma gli fa vedere diversi cloni di Kalinag.

#### Paul "De Pleur" Harmon
Psicopatico che ha fondato la Città del Dolore, in cui sfrutta i civili che fa rapire: le donne vengono fatte prostituire, mentre gli uomini vengono sfruttati come oggetti da lavoro.
È un luogotenente di Pagan Min che viene rapito da Ajay - che libera tutti i suoi ostaggi ed uccide tutti i suoi soldati - e che viene brutalmente interrogato su quello che sa riguardo al regime di Pagan Min - e, probabilmente, ucciso dai soldati del Sentiero d'oro.

#### Dottoressa Noore Najar
Laureata, Noore è stata costretta, da Pagan, a divenire una sua luogotenente in quanto "De Pleur" aveva preso in ostaggio la sua intera famiglia. Per tentare di salvare la sua, stermina altre famiglie, guadagnandosi l'inimicizia del Sentiero d'oro.
Dopo che Donald "Yogi" e Reggie iniettano ad Ajay una sostanza allucinogena, a tradimento, Noore lo costringe a combattere - completamente nudo - nell'arena di Shanat.
Alla fine, Ajay può decidere il destino della donna: se spararle mentre tiene un discorso all'arena che gestisce, oppure lasciare che si suicidi - dopo averle detto che la sua famiglia è stata massacrata da Harmon e Min - gettandosi nell'arena - il suo cadavere verrà mangiato dalle sue tigri.

### Far Cry Primal

#### Ull
Capo degli Udam. È un uomo di Neandertal che vive a nord di Oros con la moglie ed il figlio neonato.
Un giorno, attacca il villaggio wenja e fa strage di molti membri della tribù, per poi tornare nella caverna degli Udam a nord di Oros. È convinto che, mangiando la carne wenja, gli Udam guariranno dalle malattie che li affliggono - causate, in realtà, dall'eccessivo gelo a cui sono sottoposti quotidianamente.
Viene ucciso da Takkar nella sua caverna. In punto di morte tenta di uccidere il figlio, ma, venendo scoperto dalla moglie - la quale perde fiducia nei suoi ideali di capo - muore tra atroci sofferenze - essendo appena terminato un brutale combattimento contro Takkar.

#### Batari
Capo della tribù degli Izila, è venerata come figlia del dio del fuoco e del sole: Krati - nella mitologia (immaginaria) izila - in quanto nata durante un'Eclissi solare. Proprio per le sue credenze - e per quelle del popolo che capeggia - venera e teme la maschera di Krati.
Viene bruciata da Takkar dopo un combattimento alla sua residenza.

#### Dah
Luogotenente di Ull, è un cavernicolo uomo di Neandertal, come tutti gli altri membri della sua tribù.
Viene reclutato nella tribù Wenja, da Takkar - e salvato (sempre da quest'ultimo) da una trappola d'acqua, a causa della quale sta soffocando per mancanza di ossigeno (ciò ad opera di alcuni Wenja, che non condividevano la decisione, di Takkar, di accogliere Dah nella tribù). Con la sua conoscenza sulla fabbricazione di veleni rapidi e potenzialmente fatali, aiuta i Wenja nell'apprendimento nel maneggiare il veleno contro gli Izila ed i restanti membri della sua vecchia tribù.
Dopo che Ull muore, Dah chiede a Takkar di ucciderlo a causa di un "fuoco in testa" che lo tormenta (probabilmente riconducibile al cancro o ad un'influenza letale).

#### Roshani
Luogotenente di Batari, risiede al Forte Urlafuoco.
È estremamente resistente ed è munito di una corazza di ossa - oltre che di una maschera intimidatoria e di una clava dalle grandi dimensioni. Viene reclutato da Takkar ed accolto non positivamente dai Wenja. Tuttavia, con le sue conoscenze sul fuoco, aiuta lo sforzo guerrigliero dei Wenja contro gli Udam ed i membri restanti della sua vecchia tribù.

### Far Cry 5

#### Joseph Seed
Fratello secondogenito della famiglia: Seed. È l'antagonista principale di Far Cry 5 ed è il capo della setta religioso-militaristica: Eden's Gate.
Quando fondò la setta, nessuno vi aderiva e lo scambiavano per pazzo, assieme a tutta la sua famiglia. Tuttavia, col tempo, la setta si espanse fino a dividersi in più "rami" e Joseph venne visto come "il Padre": una figura quasi divina paragonata, dai suoi adepti, all'incarnazione di Dio sulla Terra.
Nonostante la lotta del/della vice alla setta di Seed, le sue profezie si riveleranno corrette. Se si sceglie di osservare un finale del gioco, secondo il quale il giocatore sceglie di combattere Joseph, l'apocalisse si scatena sugli Stati Uniti d'America, e, quando il/la vice raggiunge il bunker di Duch, Joseph lo avrà ucciso ed accettato il/la vice come unica famiglia, nonostante i rancori che ancora nutre nei suoi confronti.
In Far Cry New Dawn, invece, Joseph è un personaggio "buono" ed ha avuto un figlio da una donna ignota: Ethan Seed. Quando il capo uccide Ethan, trasformato in demone dopo aver addentato un frutto del diavolo, Joseph crema il figlio defunto e chiede al capo di ucciderlo: il giocatore può decidere il destino di Joseph.

#### John Seed
Capo della regione di: Holland Valley - a sud-ovest di Hope County - John è un sadico psicopatico che tatua i peccati di cui crede siano macchiati coloro che sono abbastanza sfortunati da finire nelle sue grinfie - per poi rimuovere i peccati, scuoiando i malcapitati con un bisturi.
Prende in ostaggio la vice: Hudson, rinchiudendola nel suo bunker. Infine, viene ucciso dal/dalla vice mentre è in volo col suo aeroplano, nei cieli di Holland Valley.

#### Jacob Seed
Capo della regione delle: Whitetail Mountains - a nord di Hope County - Jacob è il più anziano dei fratelli Seed.
Ha combattuto in Iraq, nella quale imparò a sopravvivere, diventando spietato e privo di scrupoli con chi crede che se lo meriti. L'unica cosa in cui crede è la sopravvivenza del più forte, quindi ritiene giusto "sfoltire il bestiame": addestra i nuovi membri della setta con metodi disciplinari estremamente duri e freddi.
Viene ucciso dal/dalla vice sulla montagna più alta di Whitetail Mountains.

#### Faith Seed
Capo della regione di: Henbane River - sud-est di Hope County - Faith era una ragazza tossicodipendente prima di incontrare Joseph, il quale la adottò come sorella vera e propria - rinominandola: "Faith" (= Fede).
Si occupa della distribuzione di gaudio: una droga allucinogena immaginaria, da somministrare agli animali, in modo che vengano, successivamente, mangiati dagli esseri umani. Con questa sadica strategia, Faith recluta i nuovi adepti ed è di estrema importanza per l'impero dell'Eden di Joseph Seed.

### Far Cry: New Dawn

#### Mickey e Lou
Gemelle con un passato oscuro e non tra i migliori e semplici: il padre morì quando erano ancora giovani.
Entrambe di pelle scura, si distinguono per il carattere in quanto, per aspetto fisico, sono completamente uguali. Mentre Mickey è più impulsiva e brusca, Lou è più paziente e meno impulsiva - ma non per questo meno violenta e folle della sorella.
Entrambe capeggiano i pirati della strada e, dopo uno scontro, Lou rimarrà uccisa. Il capo potrà decidere se uccidere o risparmiare Mickey - che, comunque, esce definitivamente di scena.

#### Ethan Seed
Figlio si Joseph Seed, è molto impulsivo ed arrogante.
Morde un frutto del Diavolo e si trasforma in un essere demoniaco - simile agli Yeti in Far Cry 4: La Valle degli Yeti. È possibile visualizzare delle sequenze di Ethan da bambino - che trama di addentare il frutto.
Il suo cadavere verrà cremato dal padre.

### Far Cry 6

#### Antón Castillo
È il principale antagonista di Far Cry 6, presidente di Yara salito al potere per riportare Yara al suo antico splendore, con suo figlio Diego che segue le sue orme.

#### José Castillo
Il generale José Castillo è nipote di Antón Castillo ed è comandante del suo esercito. Controlla la regione di Madrugada e i campi di tabacco avvelenato, il Viviro.

#### María Marquessa
María Marquessa è il ministro della Cultura di Antón Castillo. È considerata la regina della propaganda, della censura e delle telenovelas. È la madre segreta di Diego Castillo e quindi la zia di José Castillo, nonché la nuora di Gabriel Castillo, defunto padre di Antón.

#### Dr. Edgar "El Doctor" Reyes
Edgar Reyes è uno scienziato sadico e brillante, che ha studiato per anni cosa rendesse così delizioso il tabacco di Yara. Nel 2014, il Dr. Reyes ha scoperto che il tabacco Yarano conteneva un composto chimico noto come Yarantine che bloccava la crescita delle cellule tumorali. Si è guadagnato il soprannome di El Doctor per i suoi esperimenti sadici. Reyes è fissato con la ricerca del "progresso" tanto da essere disposto a mettere a rischio la sua stessa vita.

#### Aña Benítez
L'Ammiraglia Benítez è una vera Yarana di Antón Castillo, è il comandante navale dell'FND che governa le acque di Yara con il pugno di ferro.

#### Sean McKay
Sean McKay è un uomo d'affari canadese e seguace di Antón Castillo che possiede la McKay Global. Sean è un imperialista seriale che gestisce le importazioni e le esportazioni Viviro di Antón da El Este.

#### Raúl Sánchez
È il generale di rango più alto di Antón. Dirige le operazioni FND e supervisiona il lavoro di tutti i generali.

## Personaggi secondari
I personaggi secondari sono personaggi che, pur ricoprendo un ruolo principale in uno o più capitoli in cui appaiono, ricoprono un ruolo secondario per la storia della serie.

### Far Cry

#### Valerie Constantine
Una giornalista che sembra aver scoperto dei misteri e delle anomalie nell'isola Micronese di: Cabatu.
È stata affidata a Jack Carver per essere scortata a Cabatu ma, quando la barca viene fatta schiantare da un missile dei pirati di Richard Crowe, Valerie e Jack si dividono.
Valerie Constantine, alla fine, pubblica degli scoop dopo le gesta eroiche di Jack, il quale fugge da Cabatu con la giornalista.

### Far Cry 2
Personaggi di supporto
- Nasreen Davar
- Flora Guillen
- Michele Dachass

### Far Cry 3

#### Citra Talugmai Montenegro
Sorella di Vaas Montenegro, nutre - inizialmente - antipatia nei confronti di Jason Brody. Successivamente, inizierà a provare un amore che nutre col tempo. Ha cambiato cognome ed ha assunto quello della madre.
A seconda del finale di Far Cry 3 che si sceglie di osservare, il destino di Citra cambierà:
1. nel primo finale del gioco, Citra viene uccisa dal pugnale di Dennis Rodger - che covava lo stesso amore nei suoi confronti;
2. nel secondo finale del gioco, Citra pugnala alla pancia Jason, dopo aver intrapreso un rapporto sessuale con lui.

#### Liza Snow
Il suo cognome significa letteralmente: "Neve".
Fidanzata di Jason, viene presa in ostaggio da alcuni pirati di Vaas - a nord dell'arcipelago malese - e viene liberata da Jason, che fugge in automobile scagliando piombo addosso ai nemici.
A seconda del finale di Far Cry 3 che si sceglie di osservare, il destino di Liza è diverso:
1. nel primo finale del gioco, Liza viene liberata da Jason e, successivamente, tornerà in America con il resto del suo gruppo;
2. nel secondo finale del gioco, Liza viene sgozzata da Jason.

#### Grant e Riley Brody
Fratelli di Jason.
Il primo viene ucciso da Vaas con una pallottola di pistola sotto la trachea - all'inizio di Far Cry 3; l'ultimo viene torturato da Jason, per coprirsi dai sospetti di Hoyt Volker (che Jason trama di uccidere attraverso un piano elaborato), e, successivamente, viene salvato dal fratello e scortato in una base sicura.

### Far Cry 4

#### Sabal
Secondo leader (dopo Mohan Ghale) del gruppo ribelle: Sentiero d'oro. È fortemente influenzato dalle tradizioni ed ha una mentalità conservatrice - spesso in contrasto con quella di Amita, la quale è, invece, più progressista ed aperta alle novità.
Se si sceglie di osservare l'ultima missione per conto di Sabal, costui chiederà ad Ajay di uccidere Amita.
Quando il regime del terrore di Pagan Min si conclude, Sabal inizia a perseguitare tutti coloro che non rispettano le tradizioni e la religione kyrati e Bhadra diventa la nuova Tarum Matara (una dea in terra, nella mitologia del Kyrat).

#### Amita
Prima leader femmina del gruppo ribelle: Sentiero d'oro. È aperta alle novità politiche ed ha una mentalità progressista e filo-capitalista - motivo per il quale critica Sabal per il suo "attacco alle tradizioni".
Se si sceglie di osservare l'ultima missione per conto di Amita, costei richiede ad Ajay l'uccisione di Sabal.
Quando il regime del terrore di Pagan Min si conclude, Amita fa in modo che l'esercito ribelle del Sentiero d'oro divenga quello ufficiale in Kyrat - sacrificando la libertà dei cittadini, costringendo i giovani ad arruolarsi con la forza.

#### Bhadra
Ragazzina nella fase della prima adolescenza. Secondo Sabal, è destinata a diventare la prossima Tarum Matara (una dea in terra, praticamente un oggetto vero e proprio).
È stata messa in mezzo alle varie liti di Amita e Sabal - riguardanti le loro idee e le loro strategie, che influenzano anche il modo d'agire per rovesciare il regime di Pagan Min.

### Far Cry Primal

#### Sayla
Donna di etnia Wenja, primo personaggio che Takkar incontra.
Svolge la professione di raccoglitrice - oltre a dedicarsi a raccogliere orecchie di Udam.
È lei a chiedere a Takkar di uccidere Ull, il quale massacra il suo popolo e la sua famiglia - di fatto, Sayla crede che, se otterrà tutte le orecchie degli Udam, la sua famiglia, nell'aldilà, potrebbe riposare in pace in quanto le urla dei guerrieri Udam cesserebbero.

#### Tensay lo sciamano
Un anziano sciamano di etnia Wenja, grazie al quale Takkar apprende e migliora la capacità di domare gli animali, venendo riconosciuto come il "maestro di belve".
Attraverso delle pozioni da lui preparate, è in grado di indurre delle visioni a Takkar.

#### Jayma
Cacciatrice Wenja.
Chiama Takkar: "piedi di mammut" e: "mani da neonato" dal primo incontro tra i due. Le numetose cicatrici sul suo corpo fanno pensare che abbia molta esperienza con le armi d'occultamento e con la caccia generale.

#### Karoosh
Guerriero Wenja che ambisce la battaglia. 
Suo figlio è stato ucciso da un Udam di nome: Mog, che egli desidera, pertanto, uccidere per vendicare il figlio e Karoosh stesso.  Considera Takkar come un fratello. 
Curiosamente, il suo personaggio è molto simile a quello di Snake della saga iniziata dal videogioco: Metal Gear Solid.

### Far Cry 5

#### Duch Roosevelt
Capo della resistenza - insieme al/alla vice. Possiede un bunker ed un'intera isola (di piccole dimensioni, situata al centro di Hope County e all'incontro di più fiumi affluenti). Ha una nipote: Jess "Black", la quale ha seguito le sue orme.
Se si sceglie di osservare il secondo finale di Far Cry 5, Duch viene ucciso, nel suo Bunker, da Joseph Seed.

#### Vice Hudson
Vice-sceriffo di Hope County, viene rapita da John Seed e portata nel suo bunker.
È un'alleata del/della vice e lo/la aiuta a distruggere il bunker di John.
Morirà, assieme a tutte le altre autorità d'alto rango, dopo che un albero si schianta contro l'automobile che guida il/la vice - se si sceglie di osservare il secondo finale di Far Cry 5.

#### Sceriffo Earl Whitehorse
Sceriffo di Hope County.
Viene rapito da Faith Seed e portato nel suo bunker - ma verrà, successivamente, liberato dal/dalla vice.
Morirà, assieme a tutte le altre autorità d'alto rango, dopo che un albero si schianta contro l'automobile che guida il/la vice - se si sceglie di osservare il secondo finale di Far Cry 5.

#### Vice Staci Pratt
Vice-sceriffo di Hope County, viene rapito da Jacob Seed e portato nel suo bunker.
È un alleato del/della vice e lo/la aiuta a distruggere il bunker di Jacob.
Morirà, assieme a tutte le altre autorità d'alto rango, dopo che un albero si schianta contro l'automobile che guida il/la vice - se si sceglie di osservare il secondo finale di Far Cry 5.

#### Maresciallo Cameron Burke
Maresciallo del Montana risiedente ad Hope County.
Viene rapito da Faith dopo lo schianto dell'elicottero con il quale erano arrivati ad un avamposto della setta per arrestare Joseph Seed.
Successivamente, Faith, manipolandogli la mente tramite il gaudio, lo induce a suicidarsi.

#### Eli
Capo dei Ranger Whitetail. Da alcune conversazioni in Far Cry 5, si evige che fosse amico di Jacob Seed e che avesse combattuto con lui in Iran - ma che, successivamente, lo abbia abbandonato a causa dell'eccessivo indottrinamento religioso dell'amico.
Come gli adepti dell'Eden's Gate, ha una lunga barba, ma non è marchiato alla fronte né altrove.
Viene ucciso dal/dalla vice durante un'allucinazione causatagli da Jacob. Dopo che Jacob Seed muore, gli altri ranger Whitetail lo cremano e, al termine del funerale, promettono di giustiziare tutti i membri della setta, paragonandoli ad un cancro.

#### Nick Rye
Aviatore e padre di Carmina Rye - aiutante del capo in Far Cry New Dawn - e marito di Kim.
Viene tatuato con il peccato di cui John Seed crede sia colpevole - per poi venire scuoiato con un bisturi. Nonostante l'ingente ferita, Nick non muore ed aiuta il/la vice ad abbattere i tre aerei di John.

### Far Cry New Dawn

#### Carmina Rye
Figlia di Nick Rye, Carmina era già stata vista da neonata al termine di una missione secondaria in cui il giocatore aveva il compito di scortare Kim all'ospedale - dove l'attendeva il marito - per partorire.
In New Dawn, Carmina aiuta il capo a trionfare sui pirati della strada e sulle gemelle: Mickey e Lou.

#### Kim Rye
Madre di Carmina e moglie di Nick.
Assume un abbigliamento totalmente differente, che, tuttavia, lascia comunque notare i tratti asiatici.

### Far Cry 6

#### Diego Castillo
Diego Castillo è il figlio del dittatore di Yara, Antón Castillo, pronto a seguire le sue orme per prendere il suo posto un giorno come presidente di Yara.

#### Clara Garcia
Clara Garcia è la leader del gruppo Libertad. Clara García era una giornalista, ma lasciò il suo lavoro e divenne il leader del gruppo di resistenza, Libertad . Lei ei suoi guerriglieri sono determinati a sconfiggere Antón Castillo e il suo regime a Yara.

#### Juan Cortez
Juan Cortez è un ex capo delle spie del KGB e maestro della rivoluzione. Fornisce a Dani Rojas un arsenale di zaini e persino il suo coccodrillo domestico, Guapo.

## Personaggi intercapitolari
In questa sezione sono elencati tutti i personaggi che appaiono in più d'un capitolo.

### Hurk Drubman Junior
Figlio di Hurk Drubman Senior e di Adelaide Drubman.
Da bambino, ebbe un'infanzia travagliata per i problemi familiari. I genitori, entrambi statunitensi, divorziarono quando Hurk era preadolescente; la madre, stanca del ruolo "secondario" che ricopriva in quella famiglia, chiese la separazione e, successivamente, il divorzio; il padre, invece, era interessato alla politica - tuttavia, il suo principale interesse era ed è il denaro. Hurk iniziò a girare il mondo e presto sviluppò un'ossessione per le esplosioni e per le armi che richiedessero l'utilizzo d'esplosivi. Viaggiò nel Sud-est asiatico - nel 2012 - e, due anni dopo, in Kyrat, dove diede un supporto finanziario ai ribelli del Sentiero d'oro contro l'esercito Reale di Pagan Min. Nel 2018 tornò negli Stati Uniti per ricongiungersi con la sua famiglia. In questo periodo, provò ad unirsi alla setta: "Eden's Gate" per interessi e svaghi personali. Tuttavia, Hurk cambiò idea quando dovette firmare un contratto le cui condizioni andavano contro le sue intenzioni iniziali. Pertanto, andò contro la setta, coalizzandosi con le autorità del Montana e la resistenza di Duch.
Hurk appare anche in Far Cry New Dawn come personaggio totalmente irrilevante.
Hurk è un ragazzo dalla corporatura robusta. Appare in Far Cry 3, in Far Cry 4 e in Far Cry 5. In Far Cry Primal, esiste un suo antenato "cavernicolo", Urki: un uomo preistorico ossessionato dal volo..

### Willis Huntley
Agente sotto copertura inviato, dalla CIA, in missioni di spionaggio nei Paesi di tutto il mondo - principalmente in quelli politicamente instabili.
In Far Cry 3, aiuta Jason Brody a liberare l'arcipelago malese dal giogo di Hoyt Volker e Vaas Montenegro; in Far Cry 4, aiuta Ajay Ghale ad attentare all'aeroporto nazionale kyrati - aiutandolo anche a scoprire parte del passato del padre tramite dei documenti posseduti dai piloti dell'Armata reale di Pagan Min - e, successivamente, lo abbandona su una montagna Himalaya dopo avergli fatto uccidere diversi sergenti si Yuma - chiedendogli anche le foto dei cadaveri; in Far Cry 5, invece, è tornato negli Stati Uniti ed aiuta il/la vice a liberare la regione di Holland Valley dall'influenza dei Seed.
Il suo pensiero è molto contrastante ed a tratti incoerente: mentre in Far Cry 3 elogia il patriottismo, lodando quello di Jason Brody, nel capitolo successivo sminuisce ed apostrofa i patrioti - tra cui anche il padre di Ajay Ghale - in modo estremamente scurrile. In Far Cry 5, invece, ricopre un ruolo totalmente secondario e quasi irrilevante in quanto appare in una sola missione secondaria.